# Mellicta chappuisi
Mellicta chappuisi är en fjärilsart som beskrevs av Heinrich 1917. Mellicta chappuisi ingår i släktet Mellicta och familjen praktfjärilar. Inga underarter finns listade i Catalogue of Life.